# 더위사냥
더위사냥은 빙그레에서 생산된 커피맛 아이스크림으로, 1989년에 출시되었다.

## 종류
- 더위사냥 커피 맛
- 더위사냥 카라멜 마끼아또 맛
- 더위사냥 레모네이드 맛

## 같이 보기
- 빙그레
- 커피
- 아이스크림